# Gene repórter
O gene repórter é usado para definir um gene cuja expressão gera um fenótipo prontamente mensurável que pode ser distinguido facilmente frente a um conjunto basal de proteínas endógenas . Os genes repórteres são utilizados para monitorar a frequência de expressão de um determinado gene, controlado por sequências reguladoras definidas, através da substituição de sua porção codificadora de proteína ou por fusão com um gene que expressa uma proteína cuja presença pode ser facilmente determinada . Em geral, os genes repórteres têm a vantagem de apresentar pouca influência na atividade celular e amplificar sinalizações celulares para produzir uma resposta altamente sensível e detectável .

## Histórico
As primeiras referências ao uso de genes repórteres são descritas ainda na década de 70, sendo o gene CAT (do inglês: chloramphenicol Acetyltransferase) um dos primeiros genes a serem usados como gene repórter em ensaios transcricionais em mamíferos. Mais à frente, no início da década seguinte, foi publicado o primeiro artigo usando o gene lacZ como gene repórter. Este gene, depois de sua primeira publicação, veio a ser um dos genes repórteres mais comumente utilizados na biologia molecular. Já em 1994, Martin Chalfie e colaboradores, publicaram um artigo demostrando a utilização do gene da proteína GFP (do inglês: green fluorescente protein) isolada de Aequorea victoria , como um marcador de expressão gênica. A descoberta e o desenvolvimento de técnicas utilizando a GFP, rendeu um prêmio Nobel de química, em 2008, aos cientistas Osamu Shimomura, Martin Chalfie e Roger Y. Tsien. O gene da GFP passou a ser o mais usado como gene repórter, influenciando ainda a criação por engenharia genética de uma vasta gama de mutantes com diferentes espectros de fluorescência, como a RFP (do inglês: red fluorescent protein) e a YFP (do inglês: yellow fluorescent protein), entre outras.

## Aplicações
Descoberta primeiramente em águas-vivas da espécie Aequorea victoria, a GFP é uma proteína de 238 aminoácidos que absorve luz azul (com pico máximo em 395 nm e um pico menor em 470 nm) e emite luz verde (com pico de emissão em 509 nm). Vários métodos já foram desenvolvidos para monitorar a atividade genética através de genes repórteres como a β-galactosidase e luciferase. No entanto, esses genes precisam ser ativados por cofatores ou substratos exógenos, o que limita seu uso in vivo. A detecção de GFP requer somente irradiação de luz ultravioleta ou luz azul, e, dessa forma, não fica limitada à disponibilidade de substrato e evita possíveis efeitos da administração deles no metabolismo celular. Além dessas vantagens, a GFP não tem nenhuma atividade biológica descrita na célula e não é tóxica, sendo assim amplamente utilizada para o monitoramento da expressão de genes-alvo, por exemplo.
De forma interessante, a técnica do gene repórter GFP pode ser utilizada como um marcador de crescimento e localização celular in situ principalmente em animais que são naturalmente transparentes, como o nematódeo C. elegans e o peixe-zebra.

C. elegans marcado com a proteína verde fluorescente.
Fonte da imagem: Northeastern University. College of Science.

A GFP também pode ser usada para determinar a característica cromossômica de uma mutação. Adams e colaboradores (2008) descrevem um método pelo qual induzem uma mutação no sistema vascular de espermatogônias de peixes-zebra machos através da droga etilnitrosourea (ENU) e introduzem o gene de GFP sob um promotor do sistema vascular . Estes são então cruzados com fêmeas selvagens (sem a mutação). Após alguns cruzamentos (na geração F3), se a população obtida for de 25% com a mutação, deduz-se que a mutação ocorreu em um gene recessivo. Por outro lado, se a população com a mutação for de 75%, deduz-se que a mutação em questão parte de um gene dominante, e que tanto os animais heterozigotos quanto os homozigotos dominantes apresentam o problema vascular. A partir do fenótipo observado é possível fazer comparações com marcadores cromossômicos como polimorfismos ou sequências repetidas conhecidas e publicadas. Analisando a sequência da região é possível determinar um conjunto de genes possíveis para a mutação.

Embrião de 48 horas de peixe-zebra com a proteína GFP sendo expressa sob o controle de um promotor específico do sistema vascular e visualizado por microscopia confocal.
Fonte da imagem: Adams, J. & Shaw, K. (2008).